# Plodova voda
Plodova voda (amnionska tekućina, amnijska tekućina) je tekućina kojom je okružen plod u maternici i koja se nalazi unutar plodovih ovoja (amnionske vreće, amniona odnosno gestacijske vreće). Razvijajući se, fetus pluta u plodovoj vodi, koja ga štiti, ali i omogućava razmjenu hranjivih tvari, vode i biokemijskih proizvoda između njega i majke. Plodova voda često se (netočno) naziva plodna voda.

## Razvoj
Plodova voda prisutna je čim se stvore plodovi ovoji. Stvara se iz majčine krvne plazme, a prolazi kroz fetalne membrane pomoću osmotskih i hidrostatskih sila. Kad bubrezi fetusa počnu funkcionirati oko 16. tjedna trudnoće, fetalni urin također doprinosi tekućini. Nekad se vjerovalo da je plodova voda u potpunosti sastavljena od fetalnog urina.
Plodova voda se apsorbira kroz fetalno tkivo i kožu. Nakon 22. odnosno 25. tjedna trudnoće dolazi do keratinizacije kože fetusa. Kod ljudi, ovaj proces završava oko 25. tjedna trudnoće nakon čega se plodova voda uglavnom apsorbira kroz crijeva fetusa, sve do kraja trudnoće.

### Sadržaj
Na početku, plodova voda je uglavnom voda s elektrolitima, no oko 12. do 14. tjedna, tekućina uz elektrolite sadržava proteine, ugljikohidrate, lipide i fosfolipide te ureu. Sve ove tvari potpomažu razvoju fetusa.

### Obujam
Obujam (volumen) plodove vode mijenja se s rastom fetusa. Od 10. do 20. tjedna povećava se s otprilike 25 ml na oko 400 ml. Između 10. i 11. tjedna trudnoće, disanjem i gutanjem fetusa količina tekućine se malo smanjuje. Ni fetusovo mokrenje ni gutanje ne doprinose značajno promjenama količine tekućine, sve do 25. tjedna kada proces keratinizacije kože završava. Količina plodove vode dostiže limit od otprilike 800 ml oko 28. tjedna trudnoće te se počinje smanjivati nakon 36. tjedna trudnoće pa sve do poroda. Neki izvori ukazuju da je u trenutku poroda fetus okružen s 500 ml do 1000 ml plodove vode.

### Oticanje plodove vode
Do oticanja plodove vode (rupture plodovih ovoja ili pucanja vodenjaka) dođe kada amnion pukne, oslobađajući vodu koja se nalazi ispred prednjačeće česti (najčešće glava fetusa). Do pucanja plodovih ovoja može doći spontano (spontana ruptura membrana) ili namjerno, probijanjem (amniotomija, odnosno prokidanje vodenjaka). Vodenjak se namjerno prokida porodničarskom kukicom, najčešće kod aktivno vođenog poroda. 
Ako je trudnoća u terminu, do spontanog puknuća plodovih ovoja dolazi tek u 20% slučajeva, odnosno u 2 od 10 rodilja, plodovi ovoji pucaju prije nego krenu trudovi. U takvim slučajevima, kod polovice rodilja trudovi krenu unutar 12 sati od pucanja ovoja, dok kod 77-95%, rodilja trudovi krenu unutar 24 sata od spontanog puknuća ovoja. NICE (Nacionalni institut za kliničku izvrsnost) iz Ujedinjenog Kraljevstva navodi u svojim preporukama da se rodilje moraju informirati o prednostima i rizicima indukcije (izazivanja trudova lijekovima) kod spontanog puknuća ovoja i preporučuju da se porod inducira 24 sata nakon spontanog puknuća ovoja.
U rodilištima u Hrvatskoj je praksa da se porod inducira (trudovi se izazivaju lijekovima poput sintocinona)  ako trudovi ne krenu u kraćem roku po puknuću plodovih ovoja.

## Funkcija
U kasnijim mjesecima trudnoće, gutanjem plodove vode fetus stvara urin. Gutanje plodove vode također pridonosi stvaranju mekonija. Time također potpomaže stvaranje probavnog sustava.
Plodova voda štiti fetus tako da ublažava mehaničke trzaje i udarce, omogućava lakše kretanje fetusa i potiče razvoj mišićnog i koštanog sustava. 

## Klinička važnost

### Skupljanje
Uzorak plodove vode vadi se iz maternice iglom kada se radi dijagnostički test amniocenteza. Tada se uz pratnju na ultrazvuku, kako se fetus ne bi ozlijedio, plodovi ovoji probiju tankom iglom i izvlači se uzorak tekućine. Količina plodove vode koja se uzima ovisi o indikacijama za postupak i ispitivanju koje će se provesti.

### Analiza plodove vode
Analiza plodove vode može otkriti mnoge informacije o genetskom zdravlju, dobi i vitalnosti fetusa, jer plodova voda sadrži metabolički otpad i fetalne stanice koje se mogu ispitati.
Plodova voda najčešće ima pH vrijednost od 7,0 do 7,5.  Budući da je u normalnim uvjetima pH u gornjem dijelu vagine kisela (pH 3,8-4,5), vaginalni pH test koji pokazuje pH veći od 4,5 ukazuje na to da se radi o oticanu plodove vode, odnosno da se ne radi o uobičajenom vaginalnom iscjetku. Drugi testovi koji ukazuju na prisutnost plodove vode uključuju test nitrazinskog papira i test paprati.

### Komplikacije vezane uz plodovu vodu
Za vrijeme trudnoće oko ploda može biti premalo ili previše plodne vode. 

#### Premala količina plodove vode
Oligohidramnion je premala količina plodne vode, a najčešće nastaje kod plodova koji imaju kromosomske anomalije, infekcija, ali i nekih drugih stanja. Mala količina plodove vode može uzrokovati deformacije koštanog i mišićnog sustava djeteta, zastoj u rastu, deformacije lica i dr. Takva stanja nastaju jer se plod u maternici ne može dovoljno micati bez optimalne količine plodove vode te se izvana stvara pritisak na njegove udove i glavu. Uzroci oligohidramniona mogu biti infekcije, problemi s bubrezima, malformacija fetusa ili pak kod majke gestacijski (trudnički) dijabetes, nedostatan rad posteljice ili zbog prijevremene rupture ovoja. Također, što je fetus stariji, to više guta plodovu vodu i tako smanjuje količinu iste.
Do premale količine poldove vode može doći zbog dehidracije majke (i češće se pojavljuje ljeti), te ima dokaza da trudnice u terminu mogu povećati količinu plodove vode tako da piju do 2,5L vode dnevno.

#### Prevelika količina plodove vode
Polihidramnion (ili hidramnion) je prevelika količina plodove vode, a takvo je stanje povezano s povećanim rizikom od prijevremenog porođaja, abrupcije placente i prolapsa pupčane vrpce. Količina plodove vode može se izmjeriti ručno ili pomoću ultrazvuka. Na pregledu, primalja ili liječnik izmjeri visinu fundusa u centimetrima. Rukama palpira trudnički trbuh i s te dvije mjere odredi količinu plodove vode. Druga metoda za mjerenje količine plodove vode je pomoću ultrazvuka kojim se mjere "džepići" vode oko fetusa i time se napravi procjena količine plodove vode.
Važno je napomenuti da se količina plodove vode prirodno smanjuje i povećava, te da ne postoji jednoznačan dogovor među istraživačima i kliničarima o tome koliko je premalo, odnosno previše plodove vode. Uz to, procjene količine plodove vode su dosta nepouzdane.

### Medicinske primjene
Plodova voda koristi se u nekim operacijama vanjskog dijela oka. Trenutno se istražuju i primjene za neka ortopedska stanja.

### Istraživanje matičnih stanica
Istraživanja pokazuju da plodova voda sadrži znatnu količinu matičnih stanica, te je predmet daljnjih istraživanja.